# Val Petronio
La val Petronio è un'antica valle (Valle Petronia), conosciuta già al tempo dell'Impero romano, della città metropolitana di Genova.

## Il territorio
La valle posta nell'estremo levante del territorio metropolitano genovese, al confine con la provincia della Spezia, prende il nome dal torrente omonimo che qui scorre attraversando la valle. La vallata unisce quattro comuni, di cui due sulla costa (Sestri Levante e Moneglia), e i restanti comuni posti nell'entroterra ligure (Casarza Ligure e Castiglione Chiavarese).
Proprio l'unione di questi comuni, diversi geograficamente, contribuisce alla naturalezza straordinaria di questa valle composta dalle alte coste ai quasi 1 000 m dei suoi monti.

## Escursionismo
Nei suoi sentieri naturalistici si ripercorrono gli antichi camminamenti romani, come la Via del Bracco antica strada collegante la Liguria con l'Italia centrale. Andando verso sud si tocca invece il Sito di importanza comunitaria (SIC) denominato Punta Baffe - Punta Moneglia - Val Petronio, e si può salire fino al Monte Moneglia, che domina l'omonima località costiera.